# Арабские евреи
Арабские (арабоязычные) евреи (аль-йахуд аль-’араб; араб. اليهود العرب‎; ивр. יהודים ערבים, מזרחים, עדות המזרח‎ мизрахи, восточные евреи, восточные общины) — совокупность евреев арабских стран и выходцев из арабских стран, которые говорили на разных диалектах еврейско-арабского языка. В течение 1940—1970 гг. большинство арабских евреев покинули страны своего проживания, переселившись в Израиль и ряд других стран, в результате чего еврейские общины в арабских странах сократились до минимума или полностью исчезли.

## Термин
Термин «арабские евреи» ввёл французский философ Альбер Мемми. После появления книги израильского социолога и антрополога Йегуды Шенхава «Арабские евреи — национальность, религия и этничность» дискуссионный термин «арабские евреи» в отношении евреев арабских стран и их потомков начал вытеснять израильский термин «восточные общины» или «мизрахим».

## Общины арабских евреев

### Марокканские евреи

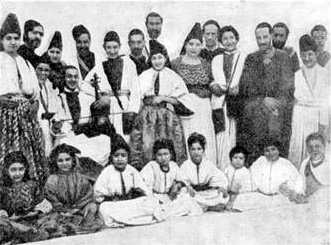
Фесские евреи, 1900 год

Марокканские евреи — до 250 тысяч в Израиле, около 8 тысяч в Марокко (Касабланка, Фес, Марракеш); говорят на т. н. еврейско-марокканских вариантах нескольких арабских диалектов, в основном оседлой (старомагрибских) группы диалектов; часть говорит по-берберски.

### Алжирские евреи
Алжирские евреи — в основном выехали во Францию, где практически все говорят только по-французски. До 1870 года в Алжире жило около 140 тысяч евреев (значительная часть которых говорила по-сефардски, а некоторые по-берберски), после 1962 оставалось около 10 тысяч, большая часть которых покинуло страну после 1990 года.

### Тунисские евреи
Тунисские евреи — к 1948 в Тунисе было 105 тысяч евреев, но к 1967 большинство выехало во Францию и в Израиль. В 2004 году оставалось 1,5 тысячи евреев в Тунисе, в основном на острове Джерба, где говорят на берберском языке джерби.

### Ливийские евреи
Ливийские евреи — в начале XX века было около 21 тысячи евреев (города Триполи, Бенгази), которые потом выехали в Италию, Израиль (30 тысяч) и США. На 2002 год в Ливии оставалась одна женщина-еврейка. Диалект относится к оседлому наречию, в отличие от остального населения Ливии, которое говорит на бедуинских диалектах.

### Египетские евреи

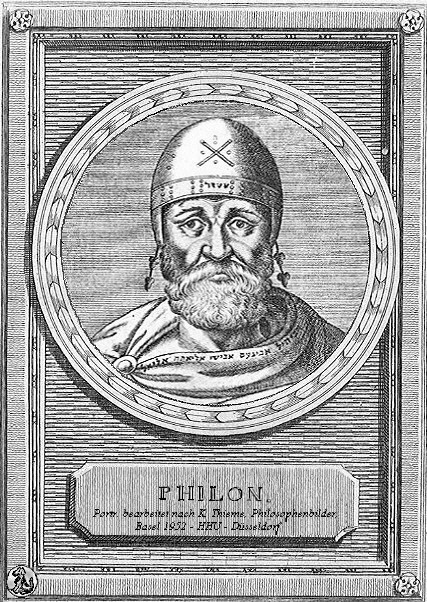
Филон Александрийский, александрийский еврей, религиозный мыслитель и выдающийся представитель еврейского эллинизма начала I-го века н. э.

Египетские евреи — происходят ещё с эллинистических времён, когда значительную часть населения Александрии составляли евреи. Впоследствии к ним просоединились вавилонские евреи после арабского завоевания, евреи из Палестины после прихода крестоносцев; сефарды в XIV—XV веках, итальянские евреи, занимавшиеся торговлей, в XVIII—XIX веках; евреи из Алеппо в конце XIX-начале XX веков.
В начале XX века в Египте было около 100 тысяч евреев, сейчас осталось немногим больше ста. Они говорили на еврейско-египетском диалекте арабского, сефардском, английском, французском языках. По данным переписи 1947 г., в Египте жили 65 тыс. евреев (64 % в Каире, 32 % в Александрии). Затем большинство выехало в Израиль (35 тыс.), Бразилию (15 тыс.), Францию (10 тыс.), США (9 тыс.) и Аргентину (9 тыс.). В 2000 г. еврейское население Египта составляло около ста человек.
Египетские евреи живут в двух городах: Каире и Александрии. Все члены общины очень пожилые люди.

### Сирийские евреи
Сирийские евреи включают две группы: арабоязычные евреи (муста‘раби), жившие в Сирии с давних времён, и сефарды, прибывшие в Сирию после 1492 года по приглашению османского султана. В XVI веке сефарды перешли на арабский и две общины интегрировались в одну. В начале XX века много сирийских евреев выехало в США, Бразилию, Аргентину, Великобританию и Палестину. К 1920 г., когда Сирия стала подмандатной территорией Франции, значительные еврейские общины сохранились только в Дамаске (около 10 тысяч), Халебе (свыше 6 тысяч) и в городе Камышлы, где жили в основном лахлухи. В 1947 г. численность евреев Сирии составляла 15-16 тысяч человек, из них около 10 тысяч жили в Дамаске, около 5 тысяч — в Халебе, несколько сотен — в Камышлы. К середине 1995 г. в Дамаске оставалось около 300 евреев, в Камышлы — около 90. В начале 2000-х гг. в Сирии оставалось менее 100 евреев, в основном люди пожилого возраста.

### Ливанские евреи
Ливанские евреи — жили в основном в Бейруте, Сидоне и некоторых других городах, а также в деревнях среди друзов. Ливан был единственной арабской страной, численность еврейского населения которой увеличилась в первые годы после создания государства Израиль (5,2 тысячи в 1948 г., 9 тысяч в 1951 г.). Однако после 1967 г. из Бейрута выехали 2,5 тысячи евреев, и к 1970 г. его община насчитывала около 1,5 тысяч человек. Выезжали в основном во Францию и США, лишь немногие в Израиль. В 2006 году оставалось около 40 евреев, в основном в христианской части Бейрута.

### Иракские евреи
Иракские евреи — потомки первой еврейской диаспоры, возникшей ещё в VI веке до н. э. Делились на курдистанских евреев севера (лахлухи) и арабоязычных евреев. По переписи 1920 г. еврейское население Ирака насчитывало около 87,5 тыс. человек, из которых 50 тыс. жили в Багдаде, около семи тысяч в Басре, 7,5 тыс. в Мосуле и около пяти тысяч в Эрбиле. В 1948 году в стране жило около 150 тысяч евреев. В марте 1950 г., когда евреям Ирака было разрешено покинуть страну, начался массовый исход евреев, организованный Еврейским агентством и получивший название «Операция Эзра и Нехемия»; между 1948 и 1951 гг. из Ирака выехало около 123 тыс. евреев. В апреле-мае 2003 г. из 34 остававшихся там евреев (все жили в Багдаде) 23 человека репатриировались в Израиль. Большинство выехало в Израиль, часть также в Великобританию и другие страны. Некоторые с XVII—XVIII веков обосновались в Индии (в 1948 году — 6 тысяч), в городах Бомбей, Калькутта, Пуна, Сурат.

### Оманские евреи
Оманские евреи (Omani Jews) — небольшая община, существовавшая в Маскате и Суре в Средние века; была усилена в 1828 году евреями, бежавшими из Ирака от мусульманских погромов. Практически исчезли к 1900 году.

### Йеменские евреи
Йеменские евреи (тейманим, от ивр. תֵּימָן‎ Тейман «Йемен») — группа евреев, выделяющаяся среди восточных евреев многими факторами, такими как особые религиозные обряды, произношение древнееврейского, одежда, занятие ремёслами и многое другое. К 1948 году в Йемене жило около 63 тысяч евреев, в 2001 оставалось около 200, в основном на севере страны в городе Саада, ремесленники и мелкие торговцы. (см. Феман).
Последний йеменский еврей покинул страну, однако уехал в Египет, мотивируя это тем, что в Израиле дорогие квартиры, да и образ жизни в Египте ближе к привычному йеменскому. Йемен всеми силами стирает память о пребывании еврейской общины на своей территории. Таким образом, жизнь многосотлетней общины прекратилась.